# Air Annobón
Air Annobón war eine äquatorialguineische Fluggesellschaft mit Basis auf dem Flughafen Annobón.

## Geschichte
Air Annobón wurde 2012 gegründet und nahm ihren Flugbetrieb am 25. Januar 2013 mit täglichen Flügen zwischen Bata und Malabo auf. Die Fluggesellschaft gehört dem CEO des nationalen Mineralölunternehmens GEPetrol, Cándido Nsue Okomo, ein Bruder der First Lady des Präsidenten von Äquatorialguinea.
Die Fluggesellschaft stellte am 31. August 2016 ihre Tätigkeit ein.

## Flotte
Zum Zeitpunkt der Einstellung bestand die Flotte der Air Annobón aus einem Flugzeug mit einem Alter von 20,2 Jahren:
| Flugzeugtyp | Anzahl | bestellt | Anmerkungen | Sitzplätze |
| ----------- | ------ | -------- | ----------- | ---------- |
| Avro RJ85   | 1      |          |             |            |
| Gesamt      | 1      | -        |             |            |